# Велькота (деревня)
Велькота — деревня в Котельском сельском поселении Кингисеппского района Ленинградской области.

## История
Впервые упоминается в Писцовой книге Водской пятины 1500 года как сельцо Велькота на речке на Велькоте в Егорьевском Ратчинском погосте Копорского уезда.
Затем — как деревня Velkota by в Ратчинском погосте в шведских «Писцовых книгах Ижорской земли» 1618—1623 годов.
На карте Ингерманландии А. И. Бергенгейма, составленной по шведским материалам 1676 года, она обозначена как деревня Wallikattaby.
На шведской «Генеральной карте провинции Ингерманландии» 1704 года — как Wellikäta.
Как деревня Вялкола она обозначена на «Географическом чертеже Ижорской земли» Адриана Шонбека 1705 года.
На карте Санкт-Петербургской губернии Ф. Ф. Шуберта 1834 года обозначена деревня Велькота, состоящая из 52 крестьянских дворов, к востоку от неё отмечена мыза Помещицы Блок.

ВЕЛКОТА — мыза принадлежит полковнице Блок, число жителей по ревизии: 24 м. п., 10 ж. п.

ВЕЛКОТА — деревня принадлежит полковнице Блок, число жителей по ревизии: 193 м. п., 181 ж. п. (1838 год)

Согласно карте профессора С. С. Куторги 1852 года деревня называлась Велькота и состояла из 52 дворов.

ВЕЛЬКОТА — деревня наследников гвардии поручика Блока, 10 вёрст по почтовой, а остальное по просёлочной дороге, число дворов — 50, число душ — 159 м. п. (1856 год)

ВЕЛЬКОТА — деревня, число жителей по X-ой ревизии 1857 года: 187 м. п., 183 ж. п., всего 370 чел.

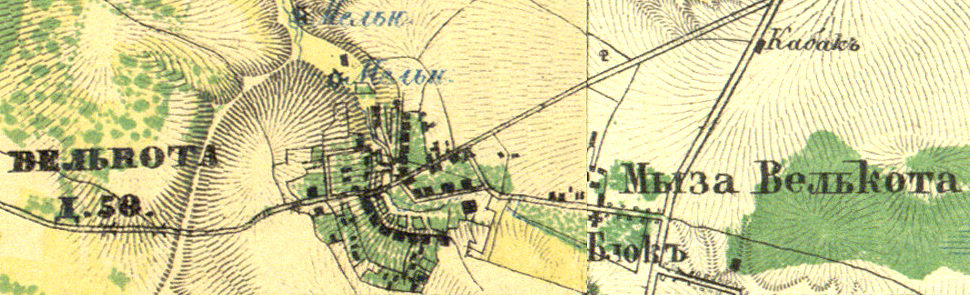
Деревня Велькота на карте 1860 года

Согласно «Топографической карте частей Санкт-Петербургской и Выборгской губерний» в 1860 году деревня Велькота насчитывала 58 крестьянских дворов, к северу от деревни находились две водяных мельницы, к востоку — мыза Велькота и кабак.

ВЕЛЬКОТА — мыза владельческая при реке Велькотке, число дворов — 1, число жителей: 1 м. п., 3 ж. п.

ВЕЛЬКОТА — деревня владельческая при реке Велькотке, число дворов — 56, число жителей: 175 м. п., 173 ж. п. (1862 год)

В 1868—1869 годах временнообязанные крестьяне деревни выкупили свои земельные наделы у Н. А., А. И. и Ф. И. Блок и стали собственниками земли.

ВЕЛЬКОТА — деревня, по земской переписи 1882 года: семей — 73, в них 169 м. п., 184 ж. п., всего 353 чел.

Сборник Центрального статистического комитета описывал деревню так:

ВЕЛЬКОТА — деревня бывшая владельческая, дворов — 68, жителей — 315. Часовня, лавка. (1885 год)

Согласно материалам по статистике народного хозяйства Ямбургского уезда 1887 года, мыза Велькота площадью 4471 десятина принадлежала коллежскому асессору Ф. И. Блоку, мыза была приобретена до 1868 года. В мызе был фруктовый сад, охота и кузница сдавались в аренду.
По земской переписи 1899 года:

ВЕЛЬКОТА — деревня, число хозяйств — 65, число жителей: 164 м. п., 183 ж. п., всего 347 чел.;
 разряд крестьян: бывшие владельческие; народность: русская

В 1900 году, согласно «Памятной книжке Санкт-Петербургской губернии», мызы Велькота и Надеждино общей площадью 5072 десятины принадлежали дворянам Фёдору Ивановичу и Надежде Александровне Блок.
В конце XIX — начале XX века деревня административно относилась к Ратчинской волости 2-го стана Ямбургского уезда Санкт-Петербургской губернии.
По данным «Памятной книжки Санкт-Петербургской губернии» за 1905 год мыза Велькота с деревней Тютицы общей площадью 5072 десятины принадлежала вдове поручика Надежде Александровне Блок.
С 1917 по 1923 год деревня Велькота входила в состав Велькотского сельсовета Ратчинской волости Кингисеппского уезда.
С 1923 года в составе Котельской волости.
Согласно данным переписи населения СССР 1926 года в деревне Велькота проживали 368 человек, большинство русские, а также эстонцы.
С 1927 года в составе Котельского района.
Согласно топографической карте 1930 года деревня насчитывала 95 дворов, в центре деревни находилась часовня.
С 1931 года в составе Кингисеппского района.
По данным 1933 года деревня Велькота входила в состав Велькотского сельсовета Кингисеппского района с административным центром в деревне Удосолово.
По данным 1936 года в состав Велькотского сельсовета входили 7 населённых пунктов, 282 хозяйства и 5 колхозов.

План деревни Велькота. 1938 год

Согласно топографической карте 1938 года деревня насчитывала 80 дворов.
C 1 августа 1941 года по 28 февраля 1944 года деревня находилась в оккупации.
С 1959 года в составе Кайболовского сельсовета.
По данным 1966 года существовали две смежных деревни Велькота, одна из которых находилась в составе Кайболовского, а вторая — Удосоловского сельсовета.
По данным 1973 года деревня Велькота входила в состав Удосоловского сельсовета.
По данным 1990 года деревня Велькота входила в состав Котельского сельсовета.
В 1997 году в деревне Велькота проживали 56 человек, в 2002 году — 47 человек (русские — 98 %), в 2007 году — 29.

## География
Деревня расположена в северо-восточной части района на автодороге 41К-008 (Петродворец — Криково).
Расстояние до административного центра поселения — 10 км.
Расстояние до железнодорожной платформы Николаево — 4 км.
Через деревню протекает река Велькота.

## Экология
Постановлением правительства Российской Федерации от 08.10.2015 № 1074 деревня Велькота включена в перечень населённых пунктов, находящихся в границах зон радиоактивного загрязнения вследствие катастрофы на Чернобыльской АЭС и отнесена к зоне проживания с льготным социально-экономическим статусом.

## Демография
| 1862 | 2007 | 2010 | 2017 |
| ---- | ---- | ---- | ---- |
| 352  | ↘29  | ↗35  | ↗52  |

### Национальный состав
Согласно данным Всероссийской переписи населения 2021 года в деревне проживали 53 человека, из них:
 русские — 52, один человек национальность не указал.

## Достопримечательности
Заказник «Дубравы». Недалеко от деревни в трёхсотлетней дубовой роще находится исток реки Велькота в виде большой карстовой воронки, из которой бьют ключи, дающие начало реке.